# 李欣穎
李欣穎（2000年8月18日—），高雄人，為台灣的棒球選手之一，李欣穎畢業於崑山科技大學。目前效力於中華職棒台鋼雄鷹。2022年中華職棒季中選秀會台鋼雄鷹隊第二十二指名。

## 外部連結
- 李欣穎在台灣棒球維基館上的頁面（繁體中文）
- 李欣穎在中華職棒官網